# Conway The Machine
 (octobre 2021).
La mise en forme du texte ne suit pas les recommandations de Wikipédia : il faut le « wikifier ».
Les points d'amélioration suivants sont les cas les plus fréquents. Le détail des points à revoir est peut-être précisé sur la page de discussion.
- Les titres sont pré-formatés par le logiciel. Ils ne sont ni en capitales, ni en gras.
- Le texte ne doit pas être écrit en capitales (les noms de famille non plus), ni en gras, ni en italique, ni en « petit »…
- Le gras n'est utilisé que pour surligner le titre de l'article dans l'introduction, une seule fois.
- L'italique est rarement utilisé : mots en langue étrangère, titres d'œuvres, noms de bateaux, etc.
- Les citations ne sont pas en italique mais en corps de texte normal. Elles sont entourées par des guillemets français : « et ».
- Les listes à puces sont à éviter, des paragraphes rédigés étant largement préférés. Les tableaux sont à réserver à la présentation de données structurées (résultats, etc.).
- Les appels de note de bas de page (petits chiffres en exposant, introduits par l'outil «  Source ») sont à placer entre la fin de phrase et le point final[comme ça].
- Les liens internes (vers d'autres articles de Wikipédia) sont à choisir avec parcimonie. Créez des liens vers des articles approfondissant le sujet. Les termes génériques sans rapport avec le sujet sont à éviter, ainsi que les répétitions de liens vers un même terme.
- Les liens externes sont à placer uniquement dans une section « Liens externes », à la fin de l'article. Ces liens sont à choisir avec parcimonie suivant les règles définies. Si un lien sert de source à l'article, son insertion dans le texte est à faire par les notes de bas de page.
- La présentation des références doit suivre les conventions bibliographiques. Il est recommandé d'utiliser les modèles {{Ouvrage}}, {{Chapitre}}, {{Article}}, {{Lien web}} et/ou {{Bibliographie}}. Le mode d'édition visuel peut mettre en forme automatiquement les références.
- Insérer une infobox (cadre d'informations à droite) n'est pas obligatoire pour parachever la mise en page.

Pour une aide détaillée, merci de consulter Aide:Wikification.
Si vous pensez que ces points ont été résolus, vous pouvez retirer ce bandeau et améliorer la mise en forme d'un autre article.
Demond Price (né le 16 février 1982), plus connu sous le nom de Conway the Machine (ou simplement Conway), est un rappeur américain venant de Buffalo, New York. Aux côtés de son demi-frère paternel Westside Gunn et de son cousin Benny the Butcher, Conway est un membre de Griselda Records.

## Histoire

### 2012–2019 : Premières mixtapes etG.O.A.T.
À 23 ans, Conway a passé un certain temps en prison, ce qu'il a cité comme une motivation pour se sevrer d'un style de vie de gangster pour se concentrer sur sa carrière dans la musique.
En 2012, Conway a reçu une balle dans le cou et l'épaule ; son visage en fut partiellement paralysé, lui donnant une expression faciale bien distincte.
En 2014, Westside Gunn fonde Griselda Records, à travers lequel Conway et Westside Gunn publieront eux-mêmes leurs propres projets et les œuvres d'autres artistes tels que Benny the Butcher et Tha God Fahim.[réf. nécessaire] En 2015, Conway publie ses deux premières mixtapes officiels via Griselda Records, The Devil's Reject et Reject 2.[réf. nécessaire] Conway et Westside Gunn ont également publié deux EP collaboratifs via le label basé à Londres, Daupe ! le premier étant Hall & Nash sortit en 2015, suivi de Griselda Ghost en 2016. En avril 2016, lors de la tournée "Hell On Earth" de Mobb Deep et Smif-N-Wessun, Conway sera présenté à Prodigy, membre de Mobb Deep, qui deviendrait l'un de ses premiers collaborateurs et supporteurs notables.
Le 3 mars 2017, Griselda Records signe un contrat avec le label d'Eminem, Shady Records,. Le 10 octobre 2017, Conway performe un couplet de rap a cappella au "2017's BET Hip Hop Awards Shady cypher" La même année, Complex inclus Westside Gunn et Conway dans leur liste des "15 Best Unofficial Rap Duos in the Game", ainsi que deux des "17 Artists to Watch in 2017".
À la suite de l'accord de Griselda avec Shady Records, la première sortie officielle de Conway sera GOAT, le 21 décembre 2017, qui comprenait pour producteurs, Daringer et The Alchemist, et comprenait Royce Da 5'9", Raekwon, Prodigy, Styles P et Lloyd Banks .[réf. nécessaire] Plus tôt en 2017, il publie une mixtape collaborative avec DJ Green Lantern intitulée More Steroids .[réf. nécessaire]

### 2019-Aujourd'hui:God Don't Make MistakesetLook What I Became
Le 16 mai 2019, Conway, Benny The Butcher et Westside Gunn sortent leur premier single avec DJ Premier intitulé "Headlines".
Conway sort « Bang », le premier single de son premier album studio, God Don't Make Mistakes, aux côtés d'Eminem le 19 juillet 2019,. Lors d'une interview pour VladTV le 21 août 2019, Conway confirme que Schoolboy Q, Rapsody et 50 Cent figureront dans God Don't Make Mistakes, et qu'il y aurait un projet antérieur intitulé Look What I Became.[réf. nécessaire]
Look What I Became sort le 13 septembre 2019, avec la collaboration de Dave East et plus encore.[réf. nécessaire]
En septembre 2020, Conway sort son troisième projet de l'année, From King to a GOD.
En avril 2021, Conway sort son deuxième album, La Maquina.

## Discographie

### Albums studios
- From King to a God (2020)
- God Don't Make Mistakes (2021)
- Won't He Do It (2023)
- Slant Face Killah (2024)

### Albums collaboratifs
- Organized Grime (en collaboration avec Trillmatic Goods) (2019)
- Lulu (avec The Alchemist) (2020)
- No One Mourns The Wicked (avec Big Ghost) (2020)
- If It Bleeds It Can Be Killed (avec Big Ghost) (2021)

### Mixtapes
- Physikal Therapy (2014)
- The Devil's Reject (2015)
- Reject 2 (2015)
- G.O.A.T. (2017)
- Blakk Tape (2018)
- Everybody Is F.O.O.D (2018)
- EIF 2: Eat What U Kill (2018)
- Everybody Is F.O.O.D 3 (2019)
- Look What I Became (2019)
- La Maquina (2021)

### Mixtapes collaboratives
- Hall et Nash (avec Westside Gunn) (2015)
- Griselda Ghost (avec Westside Gunn, produit par Big Ghost LTD) (2015)
- Hell Still On Earth (avec Prodigy) (2016)
- Reject on Steroids (avec DJ Green Lantern) (2017)
- More Steroids (avec DJ Green Lantern) (2017)
- Death By Misadventure (avec Sonnyjim) (2018)
- Untitled Drums EP (avec Imported Goods) (2018)

### Avec Griselda
- Don't Get Scared Now (2016)
- WWCD (2019)